# Mount Newton
Der Mount Newton ist ein großer, buckelartiger und 1650 m hoher Berg mit kegelförmigem Gipfel im ostantarktischen Mac-Robertson-Land. Er ist mit Felsblöcken übersät und ragt zwischen dem Collins- und dem Mellor-Gletscher im Fizikov Massif der Prince Charles Mountains auf.
Kartiert wurde der Berg anhand von Luftaufnahmen, die 1956 im Rahmen der Australian National Antarctic Research Expeditions entstanden. Das Antarctic Names Committee of Australia (ANCA) benannte ihn Geoff Newton, medizinischer Offizier auf der Mawson-Station im Jahr 1960.